# Општина Нова Црња
Општина Нова Црња је општина у Србији. Налази се у Војводини, у Средњобанатском округу. Према подацима из 2004. године општина заузима површину од 273 km² (од чега на пољопривредну површину отпада 24.901 ha, а на шумску 211 ha).
Општина Нова Црња се састоји од 6 насеља. Седиште општине је насеље Нова Црња. Према прелиминарним подацима са последњег пописа 2022. године у општини је живело 8.227 становника (према попису из 2011. било је 10.272 становника). У општини се налази 5 основних и 1 средња школа.
Иако је Нова Црња средиште општине, највеће насеље у општини је Српска Црња.

## Насељена места
- Александрово
- Војвода Степа
- Нова Црња
- Радојево
- Српска Црња
- Тоба

## Етничка структура

### Попис 2002.
- Срби (70,31%)
- Мађари (18,64%)
- Роми (6,83%)
- остали

### Попис 2011.
| Етнички састав према попису из 2011.‍ | Етнички састав према попису из 2011.‍ | Етнички састав према попису из 2011.‍ | Етнички састав према попису из 2011.‍ | Етнички састав према попису из 2011.‍ |
| ------------------------------------ | ------------------------------------ | ------------------------------------ | ------------------------------------ | ------------------------------------ |
|                                      |                                      |                                      |                                      |                                      |
| Срби                                 | Срби                                 |                                      | 6.922                                | 67,39%                               |
| Мађари                               | Мађари                               |                                      | 1.819                                | 17,71%                               |
| Роми                                 | Роми                                 |                                      | 1.016                                | 9,89%                                |
| Хрвати                               | Хрвати                               |                                      | 27                                   | 0,26%                                |
| Црногорци                            | Црногорци                            |                                      | 25                                   | 0,24%                                |
| Македонци                            | Македонци                            |                                      | 20                                   | 0,19%                                |
| Румуни                               | Румуни                               |                                      | 16                                   | 0,16%                                |
| Немци                                | Немци                                |                                      | 14                                   | 0,14%                                |
| Бугари                               | Бугари                               |                                      | 6                                    | 0,06%                                |
| Југословени                          | Југословени                          |                                      | 6                                    | 0,06%                                |
| Муслимани                            | Муслимани                            |                                      | 4                                    | 0,04%                                |
| Албанци                              | Албанци                              |                                      | 2                                    | 0,02%                                |
| Бошњаци                              | Бошњаци                              |                                      | 2                                    | 0,02%                                |
| Руси                                 | Руси                                 |                                      | 2                                    | 0,02%                                |
| Украјинци                            | Украјинци                            |                                      | 2                                    | 0,02%                                |
| Буњевци                              | Буњевци                              |                                      | 1                                    | 0,01%                                |
| Русини                               | Русини                               |                                      | 1                                    | 0,01%                                |
| Словаци                              | Словаци                              |                                      | 1                                    | 0,01%                                |
| Словенци                             | Словенци                             |                                      | 1                                    | 0,01%                                |
| остали                               | остали                               |                                      | 7                                    | 0,07%                                |
| Регионална припадност                | Регионална припадност                |                                      | 68                                   | 0,66%                                |
| неизјашњени                          | неизјашњени                          |                                      | 212                                  | 2,06%                                |
| непознато                            | непознато                            |                                      | 98                                   | 0,95%                                |
| укупно: 10.272                       |                                      |                                      |                                      |                                      |

Сва насељена места имају већинско српско становништво осим Нове Црње и Тобе, која имају мађарско.